# 埃戈利航空
埃戈利航空（英語：Egoli Air）是一間南非的航空公司。提供包機服務，樞紐機場是奧利弗·坦博國際機場。

## 歷史
埃戈利航空成立於1996年，於1996年6月開始服務。這個航空公司前稱百萬航空包機。在2004年3月，因未能籌集資金償還債務。航空公司改名為“Egoli Air”。埃戈利航空是由G Clarke and C Talevi擁有。

## 機隊
埃戈利航空有以下飛機（2007年3月）：
- 2 安托諾夫An-32
- 2 安托諾夫An-32B

## 備註
1. 1 2 3  . 國際飛行. 2007-04-03: 76.